# Brendan Croker & the 5 O'Clock Shadows
The 5 O'Clock Shadows (originariamente The Five O'Clock Shadows) è stato un gruppo rock britannico con influenze roots-blues, rock 'n roll, country-folk e afro-caraibiche, formato a Leeds dal cantante e chitarrista Brendan Croker e attivo nella seconda metà degli anni '80.

La formazione originaria comprendeva, oltre a Croker, Mark Creswell (conosciuto come Mr. Creswell) alla chitarra, Nigel Brooke al basso e alla voce, e Graeme "Traffic" Pollard alla batteria e alle percussioni. Dal 1987 Brooke e Pollard furono sostituiti rispettivamente da Marcus Cliffe e Davy Curry, il quale non compare nell'ultima incisione del gruppo, risalente al 1989.

Il gruppo suonò come supporto durante i tour britannici di Robert Cray, John Hiatt, Los Lobos e Michelle Shocked.

Dopo lo scioglimento, Marcus Cliffe continuò ad accompagnare Croker nelle attività live dei Notting Hillbillies, e talvolta nella backing-band di Mark Knopfler per la registrazione di trasmissioni televisive in Europa. Tre esibizioni del gruppo, registrate per il programma di Andy Kershaw della BBC, compaiono sull'album del 1995 The Kershaw Sessions, attribuito però al solo Brendan Croker.
Il nome della band fa riferimento all'ombra pomeridiana della barba (five o'clock shadow, in inglese).

Il titolo del primo album del gruppo, A Close Shave, significa grossomodo "una rasatura perfetta"; il disco ritrae in copertina un dettaglio della bottega di un barbiere.

## Discografia
- A Close Shave (1986)
- Boat Trips in the Bay (1987)
- The Official Bootleg: Brendan Croker & the 5 O'Clock Shadows Live at the Front Page (1987)
- Brendan Croker and the 5 O'Clock Shadows (1989)